# Deuda de extinción
Deuda de extinción se utiliza para explicar la pérdida, provocada por la extinción masiva de especies y la desaparición de poblaciones que conforman la biodiversidad de la Tierra, mucho tiempo después de esta haber sido provocada. La biodiversidad representa la variedad de seres vivos del planeta.

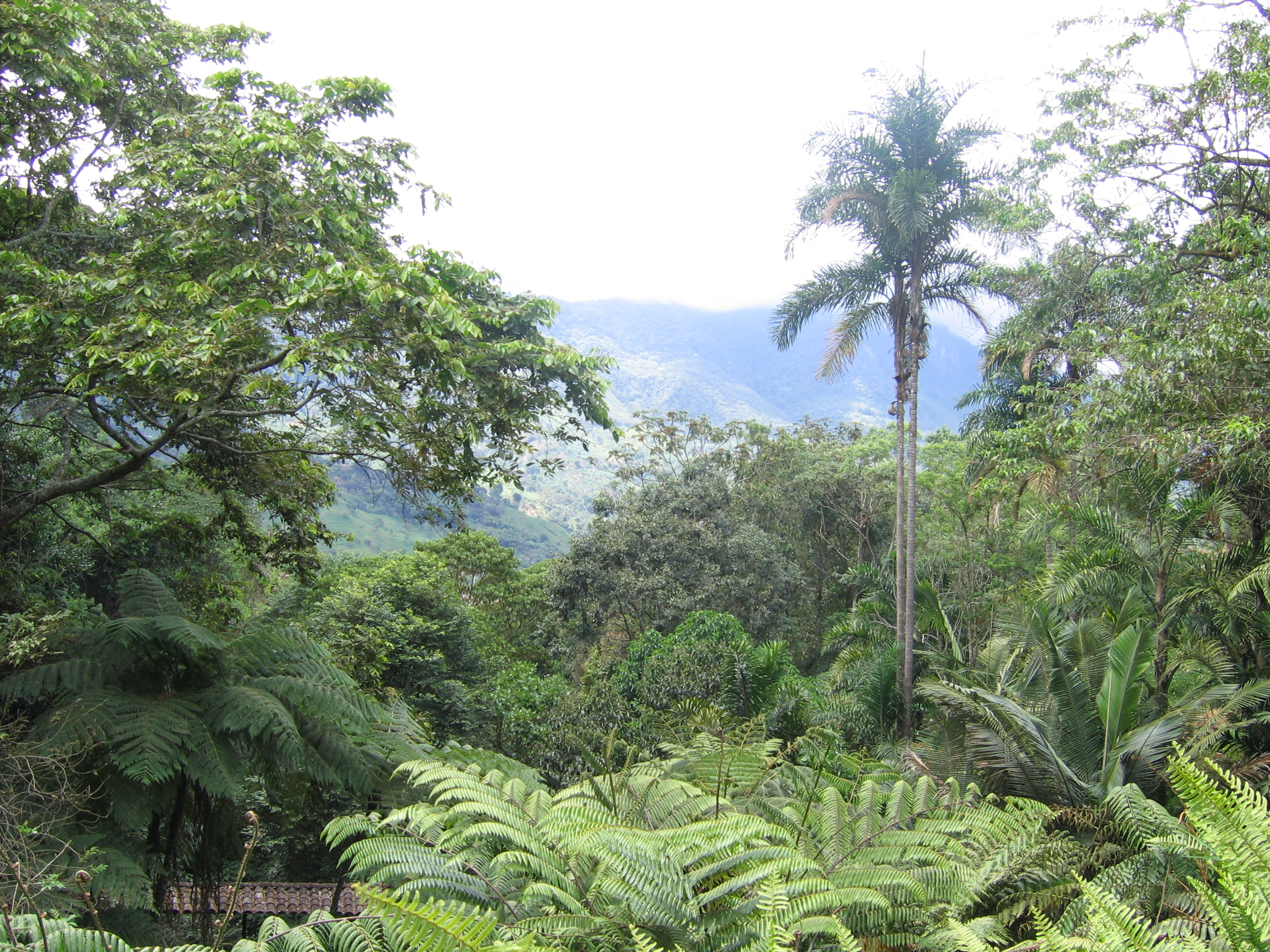
Biodiversidad

## Concepto
La deuda de extinción mide el impacto sobre la biodiversidad a nivel global que tienen a largo plazo las perturbaciones producidas por el cambio climático, la deforestación, la introducción de especies invasoras y la sobreexplotación, siendo estos algunos de los factores asociados a la pérdida del hábitat. "Décadas o siglos después de que el hábitat haya sido perturbado, puede seguir llevándose a cabo la extinción provocada por la perturbación. Este es el aspecto probablemente menos comprendido y más perjudicial provocado por la destrucción del hábitat".
La sobreexplotación llevada a cabo por el ser humano ha rebasado la tasa de recuperación natural de los recursos naturales y tiene un déficit o deuda con los ecosistemas.

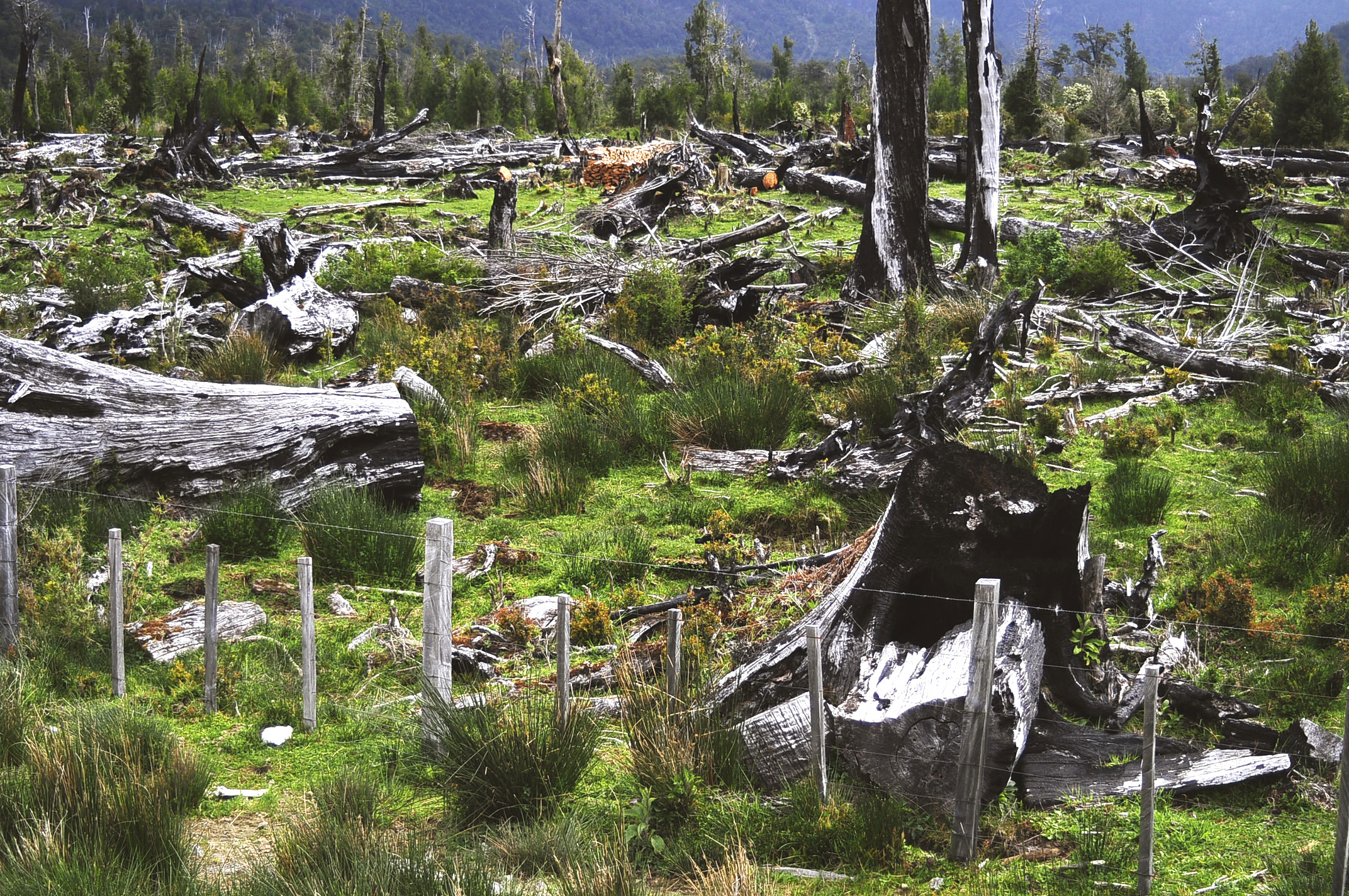
Deforestación. Bosque primigenio quemado para pastizal (Aysén, Chile)

## Cambio climático
En las últimas décadas se ha observado una elevación de aproximadamente 0.6˚C en la temperatura del planeta. El incremento en la producción de gases de efecto invernadero se ha demostrado como causa de esta elevación de la temperatura a nivel global, siendo que los cambios climáticos afectan directamente a la biodiversidad de la Tierra, ya que afectan a los organismos de manera indirecta (la transformación en los patrones de temperatura y precipitación), directa (el cambio en los ritmos circadianos, reloj biológico asociado a la fisiología y comportamiento de los organismos) y con un efecto cascada.

## Pérdida o desaparición del hábitat
La pérdida y fragmentación del hábitat es una de las causas de la crisis de biodiversidad, cuando se habla de la conservación de la biodiversidad se tiene en cuenta uno de los retos: la deuda de extinción.
Cuando en un ecosistema se produce un cambio drástico este tiene una repercusión directa en la conservación de las especies.
La pérdida de hábitat se produce por la destrucción del hábitat, la fragmentación del hábitat y la degradación del hábitat.

## Introducción de especies invasoras
"Se considera a una especie como invasora cuando esta se encuentra fuera de su rango de distribución original como resultado de haber sido transportada o liberada por el ser humano en otros ambientes diferentes al original".

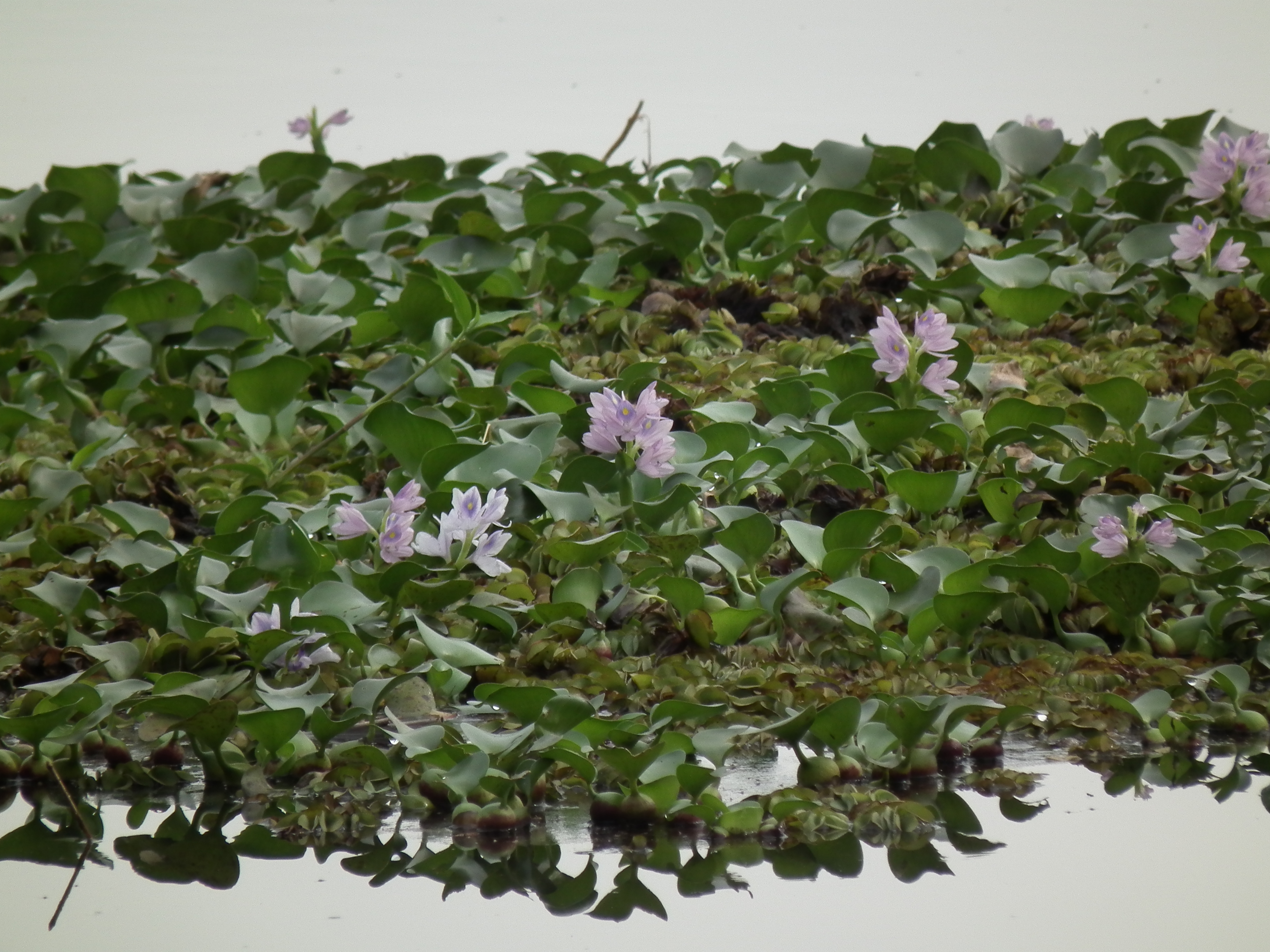
Jacinto-de-Água Origen, América del Sur, especie Amazónica. Está considerada una de las mayores especies invasoras de todo el mundo.

Las especies invasoras son un peligro para las especies residentes, pues estas a veces son muy competitivas y desplazan a las especies residentes de su hábitat original, poniendo en riesgo la diversidad genética de las poblaciones. Cuando el nuevo sistema biológico se estabiliza y se adapta a las condiciones ambientales nuevas, algunas de las especies no podrán sobrevivir y se extinguirán, pagando la deuda de la extinción.